# Americký sniper
Americký sniper (v anglickém originále American Sniper, česky Americký odstřelovač) je americký životopisný film z roku 2014. Natočil jej režisér Clint Eastwood. Scénář napsal podle stejnojmenné knihy Chrise Kyla scenárista Jason Hall. V hlavních rolích se zde představili Bradley Cooper a Sienna Miller, ve filmu dále hráli například Luke Grimes, Jake McDorman nebo Eric Close. Hlavním hrdinou filmu je americký voják Chris Kyle bojující v Iráku. Cooper za svou roli získal cenu Critics' Choice Movie Awards. Film byl dále nominován v několika kategoriích na Oscara.

## Obsazení
| Bradley Cooper     | Chris Kyle          |
| Sienna Miller      | Taya Kyle           |
| Luke Grimes        | Marc Lee            |
| Jake McDorman      | Rylan "Biggles" Job |
| Cory Hardrict      | "D" / Dandrige      |
| Kevin Lacz         | Dauber              |
| Navid Negahban     | Sheikh Al-Obodi     |
| Keir O'Donnell     | Jeff Kyle           |
| Kyle Gallner       | Goat-Winston        |
| Sam Jaeger         | kapitán Martens     |
| Sammy Sheik        | Mustafa             |
| Mido Hamada        | "Řezník"            |
| Eric Close         | agent DIA Snead     |
| Eric Ladin         | Squirrel            |
| Brian Hallisay     | kapitán Gillespie   |
| Marnette Patterson | Sarah               |
| Leonard Roberts    | instruktor Rolle    |
| Max Charles        | Colton Kyle         |

## Přijetí
Film vydělal 350,1 milionů dolarů v Severní Americe a 197 milionů dolarů v ostatních oblastech, celkově tak vydělal 547,1 milionů dolarů po celém světě. Rozpočet filmu činil 58 milionů dolarů. Za první víkend docílil druhé nejvyšší návštěvnosti, kdy vydělal 89,2 milionů dolarů a stal se tak nejvýdělečnějším filmem měsíce leden a období zimy. Druhý víkend vydělal 64,6 milionů dolarů.
Film získal pozitivní kritiku. Na recenzní stránce Rotten Tomatoes získal z 243 započtených recenzí 72 procent s průměrným ratingem 6.9 bodů z deseti. Na serveru Metacritic snímek získal z 48 recenzí 72 bodů ze sta. Na Česko-Slovenské filmové databázi snímek získal 76%.